# François-Juste-Marie Raynouard
François Juste Marie Raynouard (* 18. September 1761 in Brignoles; † 27. Oktober 1836 in Passy) war ein französischer Rechtsanwalt, Politiker, Dichter und Philologe. Er gilt als Begründer der modernen Romanistik.

François Raynouard

## Leben und Werk

### Leben
Raynouard wurde 1761 in Brignoles in der Provence geboren, studierte Jura in Aix-en-Provence und ging 1884 für ein kurzes Aufbaustudium nach Paris. Er verließ die Hauptstadt aber bald wieder und wurde erfolgreicher Rechtsanwalt in Draguignan. Während der Französischen Revolution wählte ihn das Département Var 1791 als stellvertretenden Abgeordneten in die Gesetzgebende Nationalversammlung. Er blieb aber in Brignoles und wurde dort wegen seiner Nähe zu den Girondisten am 31. Mai 1793 ins Gefängnis geworfen und zur Verurteilung nach Paris überführt. Er entging der Guillotine durch den Sturz Robespierres und kam am 27. Juli 1794 in Paris frei. Dann war er erneut Rechtsanwalt in Draguignan.
1801 ging Raynouard ein drittes Mal nach Paris und begann eine Karriere als Theaterdichter. Mit dem Schreiben von Theaterstücken hatte er schon Jahre zuvor im Gefängnis begonnen. Sein freiheitlich gestimmtes Stück Les Templiers wurde 1805 einer der größten Theatererfolge überhaupt und brachte ihm bereits am 24. November 1807 die Mitgliedschaft in der Académie française ein. 1806 (und wieder 1811) wurde er in das Corps législatif (gesetzgebende Versammlung) gewählt und gehörte zu den 5 Präsidenten. 1813 machte er sich mit einer freiheitlich orientierten Eingabe bei Napoleon unbeliebt. Während der Herrschaft der Hundert Tage wurde ihm von Carnot das Justizministerium angeboten, das er ablehnte.
Ab 1815 fand Raynouard die Unterstützung des Königs für seine schon Jahre zuvor begonnenen Studien zum Altprovenzalischen und zur Entstehung der romanischen Sprachen. Ab 1816 war er auch Mitglied der Akademie der Inschriften und schönen Künste. 1817 machte ihn die Académie française zu ihrem beständigen Sekretär (Secrétaire perpétuel), von welchem Posten er 1826 zurücktrat, um sich ausschließlich seinen Sprachstudien zu widmen. 1834 wurde er zum korrespondierenden Mitglied der Académie royale de Bruxelles gewählt. Er zog sich ganz nach Passy zurück und starb dort 1836 im Alter von 75 Jahren.

### Raynouard als Begründer der Romanistik
Wann genau Raynouard anfing, sich für die altprovenzalische Literatur und Sprache zu interessieren, ist nicht bekannt. Nachgewiesen ist 1802 sein Kontakt zu Friedrich Schlegel, dem er, als Mitschüler des Sanskritisten Alexander Hamilton (1762–1824), Auskunft über das Provenzalische gab. Nach eigener Aussage kam er 1807 über die Arbeit am Wörterbuch der Académie française (6. Auflage) zur intensiveren Erforschung der Troubadourlyrik. 1813 verlas er dazu im Institut de France eine Denkschrift mit dem Titel Recherches sur l'origine et la formation de la langue romane connue ensuite sous le nom de langue romane provençale, ou langue des troubadours (Forschungen über Ursprung und Ausbildung jener romanischen Sprache, die später unter dem Namen provenzalische romanische Sprache oder Troubadoursprache bekannt wurde). Die Restauration stellte ihm ab 1815 die nötigen Geldmittel bereit für die Publikation der ersten neuzeitlichen Ausgabe der Dichtung der Troubadours samt Begründung der romanischen Philologie in 6 Bänden unter dem Gesamttitel Choix des poésies originales des troubadours (1816–21). Die Publikation des seit langem angekündigten monumentalen Dictionnaire de la langue des troubadours (unter dem Obertitel Lexique roman) ebenfalls in 6 Bänden konnte Raynouard erst nach seinem Rückzug aus der Akademie ab 1827 wirklich in Angriff nehmen. Sie wurde durch die Julirevolution von 1830 zusätzlich behindert, sodass zu seinen Lebzeiten nur ein Band 1836 erscheinen konnte und das Gesamtwerk erst postum 1838–1844.
Das wissenschaftliche Erbe Raynouards wurde (mangels französischen Interesses am Provenzalischen) zunächst über August Wilhelm Schlegel und Goethe an Friedrich Diez vermittelt, der es grundlegend weiterentwickelte und damit in Bonn die deutsche Universitätsromanistik begründete. Im nationalistisch aufgeheizten 19. Jahrhundert und gegen die Aussagen von Diez selbst kam es in Deutschland zu der verbreiteten Vorstellung, die romanische Philologie überhaupt sei eine „Bonner Erfindung“. Diesem Irrglauben setzte 1913 Josef Körner ein argumentatives Ende, das aber lange Zeit nicht zur Kenntnis genommen wurde, weil Körner Germanist und nicht Romanist war, weil er zum Zeitpunkt seiner Publikation erst 25 Jahre alt war, weil die Veröffentlichung im nationalistischen Strudel des Ersten Weltkriegs unterging und weil schließlich Körner als südmährischer Jude lange Zeit ideologisch abgewertet war. Heute besteht Einigkeit über Raynouards zentrale Rolle in der Begründung der Romanistik.

### Ehrungen Raynouards 1936–1937 in Brignoles
Nachdem Raynouard in Frankreich lange Zeit mehr oder weniger ignoriert worden war, beschloss seine Geburtsstadt Brignoles, vornehmlich der zu früh verstorbene Bürgermeister Jules Barrière, ihn zum 100. Todestag mit Ehrungen zu bedenken. Es kam zu zwei Veranstaltungen.
- Am 6. September 1936 wurde (in Anwesenheit von Marius Jouveau und Emile Ripert) an Raynouards Geburtshaus eine Tafel angebracht mit der Inschrift:

A la Memòri de l’egrègi Roumanisto/F. J. M. RAYNOUARD/1761–1836/Neisu dins aquest oustau./Reviéudè la lengo di Troubadour,/n’establissènt li soulìdi foundamento/de la Reneissènço felibrenco. (Zur Erinnerung an den in diesem Haus geborenen hervorragenden Romanisten F.J.M. Raynouard. Er erweckte die Sprache der Troubadours zu neuem Leben und schuf damit eine solide Basis für die Renaissance des Felibre)
- Am 4. April 1937 kam es unweit des Geburtshauses auf dem heutigen Platz Place Saint-Pierre zur Aufstellung der von Victor Nicolas (1906–1979) angefertigten Büste Raynouards mit der Inschrift:

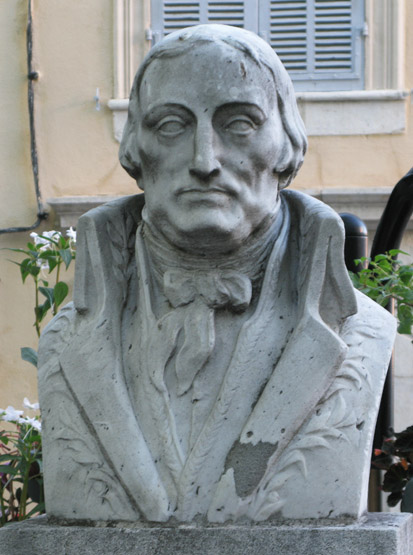
Büste Raynouards in Brignoles (1937)

JUST-FRANÇOIS-MARIE RAYNOUARD/Poète tragique/Secrétaire perpétuel de l’Académie Française/Rénovateur de l’œuvre des Troubadours/Représentant du Var/1761–1836/Poète, historien, savant, citoyen, il appartient à cette génération forte qui a illustré son temps. (MIGNET)/… Aquel ome de marco, aquéu grand Prouvençau. (F. MISTRAL)
Es wurden Reden gehalten, unter anderem von Alfred Jeanroy als Vertreter der Académie des inscriptions et belles-lettres, Louis Bertrand als Vertreter der Académie française, Maurice Wilmotte als Vertreter der Académie Royale de Belgique und Joseph Salvat als Vertreter der Académie des Jeux Floraux de Toulouse. Auf Initiative von Maurice Mignon, dem Direktor des Centre universitaire méditerranéen von Nizza, wo gerade der 5. Congrès International de Linguistique romane zu Ende gegangen war, beehrten die Kongressteilnehmer ihren großen Vorgänger mit ihrer Anwesenheit. Namentlich nachgewiesen sind: Ramon Aramon i Serra, Julia Bastin, Andreas Blinkenberg, Félix Boillot (1880–1961), Jean Bourciez, Jean Boutière, Viggo Brøndal, Auguste Brun, Joan Coromines, Adriana Caboni, Mirko Deanović, William Dennis Elcock, Louis-Fernand Flutre, Pierre Gardette, Jules Jeanjaquet, Eugen Lerch, Georges Millardet, Angelo Monteverdi, John Orr, Leonardo Olschki, Mildred K. Pope, Sever Pop, T. B. W. Reid, Robert Lindsay Graeme Ritchie, Albert Sechehaye, Kornelis Sneyders de Vogel und Ernst Tappolet. Offiziell war kein deutscher Romanist anwesend, denn Olschki galt als Italiener und Lerch als „Schwede“ (!).

## Werke (Auswahl)

### Theater
- Caton d’Utique (1794)
- Socrate au temple d’Aglaure (1802)
- Les Templiers (1805). Paris 1873. Lacour, Nîmes 1997.
  - (deutsch) Die Tempelherren. Nach dem Französischen metrisch übersetzt von Ehrenfried Stoeber. Straßburg 1805.
  - (deutsch) Die Tempelherren. Trauerspiel in fünf Aufzügen nach Raynouard in Jamben; nebst einer Einleitung und geschichtlichen Anmerkungen. Voss, Leipzig 1806. (übersetzt von Carl Friedrich Cramer)
- Eléonore de Bavière. Tragédie (1805)
- Les Etats de Blois ou, La mort de MM. de Guise. Scènes historiques, décembre 1588 (1810) Paris 1814, 1829.
- Jeanne d’Arc d’Orléans (1810)

### Philologisches
- Choix des poésies originales des troubadours (1816–21)
  - Éléments de la grammaire romane (1816)
  - Des troubadours et des cours d’amour (1817)
  - Grammaire comparée des langues de l’Europe latine, dans leurs rapports avec la langue des troubadours (1821)
- (Hrsg.) Fragments d’un poème sur Boëce. Didot, Paris 1917.

- Lexique roman ou Dictionnaire de la langue des troubadours (1838–44)

### Oden
- Camoëns. Ode. Corréard, Paris 1819. (Vorwort von G. Desjardins)
- Le dévouement de Malesherbes. Ode. Didot, Paris 1822.

### Geschichtsschreibung
- Procès et condamnation des Templiers (1805). Lacour, Nîmes 1999.
- Monuments historiques relatifs à la condamnation des chevaliers du Temple (1813) Digitalisat Éditions de la Tarente, Aubagne 2012 (Vorwort von Philippe Subrini).
- Histoire du droit municipal en France sous la domination romaine et sous les trois dynasties (1829). Rodopi, Amsterdam 1970.
  - (deutsch) Geschichte des Municipal-Rechts in Frankreich unter der römischen Herrschaft und unter den drei Dynastien. Hartleben, Leipzig 1830. (übersetzt von Friedrich Wilhelm Emmermann)